# 2962 Otto
2962 Otto è un asteroide della fascia principale. Scoperto nel 1940, presenta un'orbita caratterizzata da un semiasse maggiore pari a 2,5676527 au e da un'eccentricità di 0,0395663, inclinata di 15,64576° rispetto all'eclittica.
L'asteroide è dedicato a Otto Oskari Väisälä, pronipote dello scopritore.